# Streptocarpus bindseili
Streptocarpus bindseili är en tvåhjärtbladig växtart som beskrevs av E. Fischer. Streptocarpus bindseili ingår i släktet Streptocarpus och familjen Gesneriaceae. Inga underarter finns listade i Catalogue of Life.